# آویباکتام
آویباکتام (به انگلیسی: Avibactam) یک مهارکننده بتا-لاکتاماز غیر بتا-لاکتامی است که به‌طور مشترک توسط اکتاویس (در حال حاضر با نام صنایع دارویی تیوا) و آسترازنکا توسعه یافته‌است. این ماده به صورت ترکیبی با سفتازیدیم (با نام تجاری Avycaz) در ۲۵ فوریه ۲۰۱۵ توسط سازمان غذا و دارو (آمریکا) تأیید شد. این داروی ترکیبی برای درمان عفونت‌های ادراری شدید (cUTI) و عفونت‌های شدید داخل شکمی (cIAI) مقاومت در برابر آنتی‌بیوتیک، از جمله مواردی که در اثر پاتوژن‌های باکتریایی گرم منفی مقاوم به دارو ایجاد شده‌است، کاربرد دارد.